# Caesarea Philippi

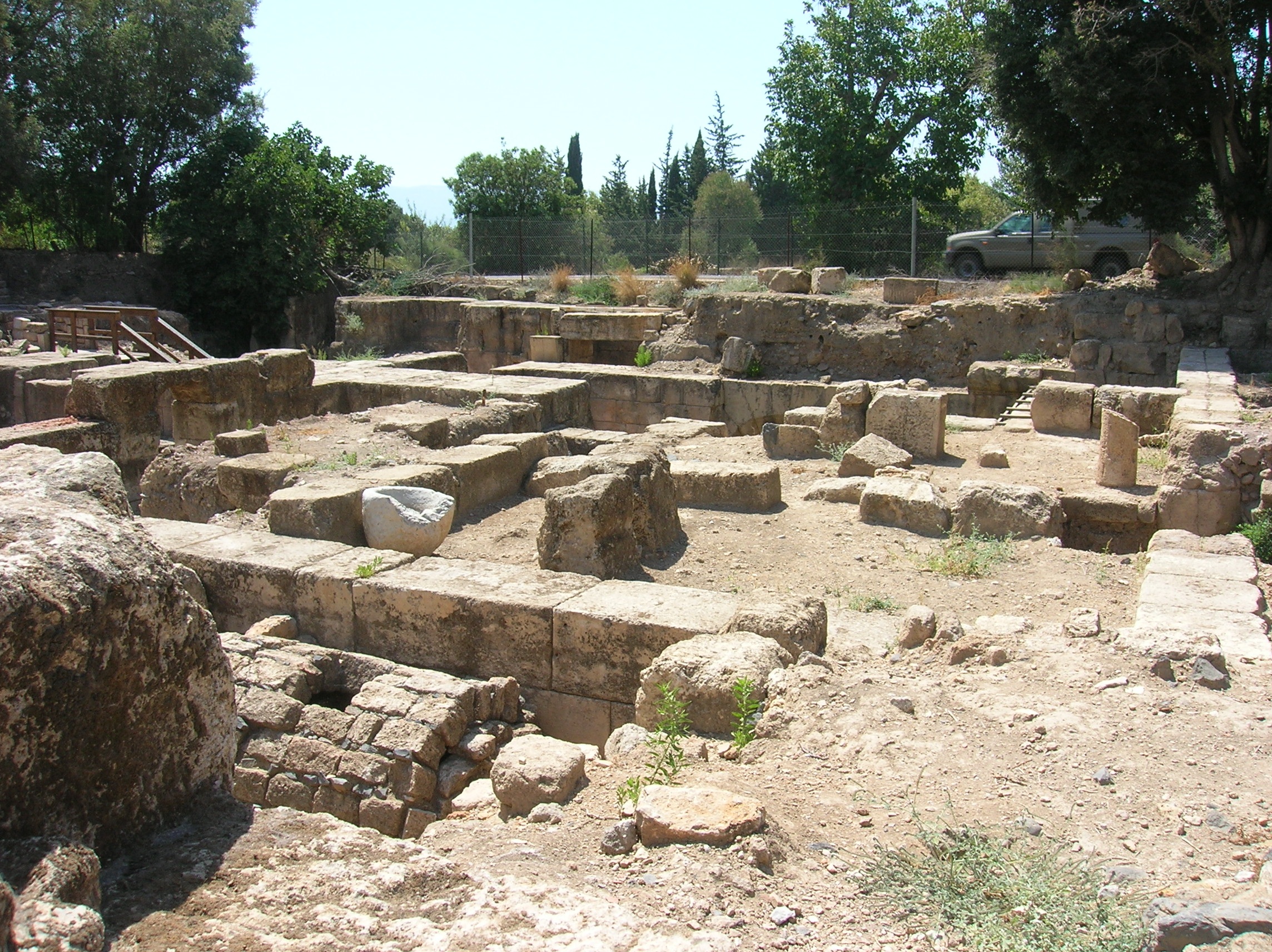
Rozvaliny města

Caesarea Philippi, česky též Caesarea Filipova je antické město Golanských výšinách, na jihozápadním úpatí hory Hermon, které je zmiňováno v novozákonních spisech. V nové době je nahradil Banias, město Caesarea zůstalo v rozvalinách. Poblíž města v Chulském údolí  je rozvodí tří řek, pramení tu řeka Jordán.
Caesarea Philippi se původně označovala podle místní Panovy svatyně jako Paneas (Banias), byla prvně osídlena v helénistickém období. Ptolemaiovci zde vybudovali ve 3. století př. n. l. kulturní středisko, které leželo poblíž „pobřežní cesty“, o níž hovoří kniha Izajáš, po níž kráčelo ve starověku množství vojsk.
Po Zenodorově smrti roku 20 př. n. l. se Banias stává součástí území ovládaného Herodem Velikým, který zde vystavěl chrám z bílého mramoru. Roku 3 př. n. l. pak založil tetrarcha Filip II. město Paneas, které se stalo administrativním střediskem území Filipem spravovaným. Roku 14 pak Filip město přejmenoval k poctě římského císaře Augusta na Caesareu. Flavius Iosephus označuje město jako Caesarea Paneas, Nový zákon pak jako Caesarea Philippi, tj. Caesarea Filipova, aby ji bylo možné rozlišit od Caesarea Maritima na pobřeží Středozemního moře.
Po Filipově smrti roku 33 byla celá tetrarchie včleněna do syrské provincie. Roku 61 město opět přejmenoval král Agrippa II. na Neronias k poctě Neronově, avšak tento název si město podrželo jen do roku 68. Během první židovské války zde sídlily Vespasiánovy jednotky.
Po Herakleiově porážce v roce 635,  při kapitulaci muslimským vojskům Chalida ibn al-Walída Caesarea získala výhodné podmínky.  Roku 636 byzantské vojsko využilo města při postupu ke střetu s muslimskou armádou v bitvě u Jarmuku. Krátce poté se město vylidnilo, především kvůli ztrátě tradičních trhů – ze 173 byzantských měst v oblasti pouze 14 vykazovalo v této době známky osídlení. Město však zůstalo osídleno přinejmenším do roku 780.